# 皇家阿爾伯特站
皇家阿爾伯特站（英語：Royal Albert DLR station）是是碼頭區輕便鐵路的一個車站，位於倫敦東部皇家阿爾伯特船塢，可抵達倫敦城市機場。皇家阿爾伯特站位於倫敦第3收費區。車站開通於1994年，其前身是在1940年關閉的干諾路站。

## 外部連結
- Docklands Light Railway website - Royal Albert station page （页面存档备份，存于）